# Adriean Videanu
Adriean Videanu (ur. 1 czerwca 1962 w Crevenicu) – rumuński polityk, były deputowany i minister stanu ds. gospodarczych, burmistrz Bukaresztu w latach 2005–2008, wiceprzewodniczący Partii Demokratyczno-Liberalnej (PD-L). Minister gospodarki od 22 grudnia 2008 do 3 września 2010.

## Życiorys
Adriean Videanu urodził się w miejscowości Crevenicu w okręgu Teleorman. Uczęszczał do szkoły ogólnej w Videle. W 1987 został absolwentem Wydziału Transportu Politechniki Bukareszteńskiej.
W czerwcu 1990 r. wszedł po raz pierwszy w skład parlamentu z ramienia Frontu Ocalenia Narodowego. W 1992 został deputowanym Partii Demokratycznej. W 1996, 2000 oraz w 2004 ponownie uzyskiwał reelekcję do rumuńskiej Izby Deputowanych.
W latach 1992–1996 Videanu zajmował stanowisko przewodniczącego organizacji młodzieżowej Partii Demokratycznej. Od 2001 do 2008 r. był wiceprzewodniczącym Partii Demokratycznej. Po połączeniu się Partii Demokratycznej z Partią Liberalno-Demokratyczną w styczniu 2008 i uformowaniu Partii Demokratyczno-Liberalnej (PD-L), został wiceprzewodniczącym nowo utworzonej partii.
W latach 2004–2005 pełnił funkcję ministra stanu ds. koordynacji działań w dziedzinie gospodarczej w rządzie premiera Călina Popescu-Tăriceanu.
3 lutego 2005 Videanu zrezygnował z mandatu deputowanego, by wziąć udział w wyborach na stanowisko burmistrza Bukaresztu. W wyborach zdobył 53% głosów poparcia i w kwietniu 2005 objął urząd burmistrza miasta. Stanowisko to zajmował do 19 czerwca 2008, kiedy po wyborach zastąpił go Sorin Oprescu. Videanu nie zdecydował ubiegać się o drugą kadencję w bukareszteńskim ratuszu.
22 grudnia 2008 r. Adriean Videanu objął stanowisko ministra gospodarki w gabinecie premiera Emila Boca. Zakończył pełnienie funkcji 3 września 2010
Adriean Videanu jest żonaty, ma dwoje dzieci.